# 載寬
奉恩輔國公載寬（1813年7月7日—1838年10月20日），已革奉恩輔國公奕顥第三子，母正室富察氏，其父為惠倫，理親王系第七代。
他在嘉慶十八年六月（1813年）出生，道光十年四月（1830年）接替被廢的父親成為理親王第七代，但因為理親王並非世襲罔替的爵位，因此他的封爵只是奉恩輔國公。
道光十八年九月（1838年）他去世，虛齡二十六歲，無子，朝廷以其父奕顥再次襲封理親王（第八代），不過不再遞降，仍舊是奉恩輔國公。